# Nicole Morrell
Nicolle Morrell (Ciudad de Panamá, Panamá, 2 de agosto de 1990) es una actriz, modelo y campeona de concursos de belleza panameña que representó al zona Panamá Centro en el certamen Bellezas Panamá 2010 el 2 de agosto de 2010 y ganó el título de Miss Panamá Tierra 2010.

## Biografía
Representó al zona de Panamá Centro en el certamen Bellezas Panamá 2010 Morrell representó a su país en el certamen Miss Tierra 2010 en Nha Trang, Vietnam, el 4 de diciembre de 2010. Ella no colocó.